# きみならどうする?
『きみならどうする?』（原題：Choose Your Own Adventure）は、1979年から1998年までにバンタム・ブックスから発行され、現在はヴァーモント州ウォーレンの ChooseCo から出版されている子供向けのゲームブックシリーズである。各作品は二人称視点で書かれており、読者が主人公の役割を演じる。日本では1980年にシリーズの最初の6作が、学習研究社（現・学研ホールディングス）からジュニアチャンピオンコースの一部として翻訳出版された。その後、1985年から翌年にかけて講談社から20作が翻訳出版された。

## 概要
『きみならどうする?』では、各パラグラフで状況を説明する文章の後に、物語をどう進めるかについての選択肢が提示される。例えば、
家から出発するなら、4ページへ進め
待ってみることにするなら、5ページへ進め
といった具合である。読者の選択により物語は異なった展開を示し、最後には違った結末に辿り着くことになる。
『きみならどうする?』の各巻には、多くの場合15以上の異なる結末が用意されている。基本的な結末の例は以下の通りである。
- 事態の解決により終わる結末。一作につき最低でも一つ、多くの場合は二つ以上用意されている
- 読者による不適切な選択で引き起こされる、主人公あるいは友人、またはその両方の死による結末
- その他の良くも悪くもある、釈然としない結末

## 歴史
『きみならどうする?』は最初のゲームブックではないが、最初の成功したゲームブックであり、同種の子供向けゲームブックの先駆けとなった。この成功を受けて、バンタムはより子供向けのシリーズである『Time Machine』シリーズを1984年から1989年まで出版した。
19年間のバンタムにおける出版で、多数のシリーズ作品がR・A・モントゴメリーとエドワード・パッカードらによって執筆された。
バンタムが1998年に「Choose Your Own Adventure」の商標を手放すと、R・A・モンゴメリーが商標権を取得、2000年代にChooseCoを起こし『きみならどうする?』シリーズを復刊した。ChooseCoは過去のタイトルに加えて、新規のタイトルも出版している。
2011年にはマグロウヒル社より、英語学習者をターゲットしたグレーデッド・リーダーとして復刊された。
2013年に映画化の話もあったが、その後の進展は不明。
なお、R・A・モンゴメリーは2014年に死去した。

## シリーズ一覧
『Choose Your Own Adventure』は1998年までにオリジナルの184作品に加えて多数のスピンオフ作品が刊行されている。ここでは日本語に翻訳され、学研から『きみならどうする?』シリーズとして刊行された6冊と、講談社から『アドベンチャーブックス』シリーズとして刊行された20冊について記載する。それ以外の作品の詳細は英語版の「List_of_Choose_Your_Own_Adventure_books」を参照。

### きみならどうする?
1980年に学研から「きみならどうする?」のシリーズ名で以下の6冊が翻訳刊行されている。
『タイムトンネルの冒険』（原題：The Cave of Time）
作/エドワード・パッカード、ISBN 405003249X
氷河期から太陽が巨星化した未来まで、様々な時代に通じている洞窟に迷い込んだ主人公の冒険
『海底都市の冒険』（原題：Journey under the Sea）
作/R・A・モントゴメリー、絵/中本新一、ISBN 4050037793
大西洋の深海に沈んだとされるアトランチス大陸の失われた都市をめぐる冒険
『サハラさばく気球旅行』（原題：By Balloon to the Sahara）
作/D・ターマン（en:Douglas Terman）、ISBN 4050032511
主人公と友人たちによる、フランスから中央アフリカまでの気球による冒険旅行
『大宇宙の冒険』（原題：Space and Beyond）
作/R・A・モントゴメリー、ISBN 4050037807
『ゆうれい屋敷の探検』（原題：The Mystery of Chimney Rock）
作/エドワード・パッカード、ISBN 4050032503
主人公は従兄妹のマイケルやジェーンと共に、死んだ女主人の飼い猫が住む幽霊屋敷を探索する
『スパイ大作戦』（原題：Your Code Name Is Jonah）
作/エドワード・パッカード、ISBN 4050037785

### アドベンチャーブックス
1985年から1986年にかけて講談社から「アドベンチャーブックス」のシリーズ名で以下の20冊が翻訳刊行されている。
1. 『山のサバイバル』エドワード・パッカード原作、大出健訳、1985.6、ISBN 4061919717
2. 『深海の宝さがし』ジュリアス・グッドマン原作、大出健訳、1985.6、ISBN 4061919725
3. 『殺人犯はだれだ』エドワード・パッカード原作、大出健訳、1985.6、ISBN 4061919733
4. 『スペース・パトロール』ジュリアス・グッドマン原作、大出健訳、1985.6、ISBN 4061919741
5. 『ドラキュラ特急』トニー・コルツ（英語版）原作、大出健訳、1985.6、ISBN 406191975X
6. 『謎のピラミッドパワー』リチャード・ブライトフィールド（英語版）原作、大出健訳、1985.11、ISBN 4061919768
7. 『恐竜SOS』エドワード・パッカード原作、大出健訳、1985.11、ISBN 4061919776
8. 『地底のブラックホール』エドワード・パッカード原作、大出健訳、1985.11、ISBN 4061919784
9. 『天才コンピュータAI32』エドワード・パッカード原作、大出健訳、1985.11、ISBN 4061919792
10. 『チベットの秘宝』リチャード・ブライトフィールド原作、大出健訳、1985.11、ISBN 4061919806
11. 『死のサバイバルラリー』レイモンド・A・モンゴメリー原作、大出健訳、1986.4、ISBN 4061919814
12. 『幽霊殺人犯を追え』ジュリアス・グッドマン原作、大出健訳、1986.4、ISBN 4061919857
13. 『消えたマヤ帝国の秘密』レイモンド・A・モンゴメリー原作、大出健訳、1986.5、ISBN 4061919822
14. 『呪いの紋章』ルイーズ・M・フォーレー（英語版）原作、大出健訳、1986.4、ISBN 4061919830
15. 『ジンカ博士の異次元空間』エドワード・パッカード原作、大出健訳、1986.5、ISBN 4061919849
16. 『人間爆弾デミトリウス』リチャード・ブライトフィールド原作、大出健訳、1986.7、ISBN 4061919881
17. 『バーダーホフ城救出作戦』ジェイ・リーボールド原作、大出健訳、1986.7、ISBN 4061919873
18. 『UFO54-40地球攻撃す』エドワード・パッカード原作、大出健訳、1986.7、ISBN 4061919865
19. 『過去からきた狩人』ルイーズ・M・フォーレー原作、大出健訳、1986.8、ISBN 4061919903
20. 『ナブーティの宝石殺人事件』レイモンド・A・モンゴメリー原作、大出健訳、1986.8、ISBN 406191989X